# Tricliceras prittwitzii
Tricliceras prittwitzii är en passionsblomsväxtart som först beskrevs av Urban, och fick sitt nu gällande namn av R.B. Fernandes. Tricliceras prittwitzii ingår i släktet Tricliceras och familjen passionsblomsväxter. Inga underarter finns listade i Catalogue of Life.